# Cerbano Cerbani
Cerbano Cerbani (fl. XII secolo) è stato un letterato italiano.

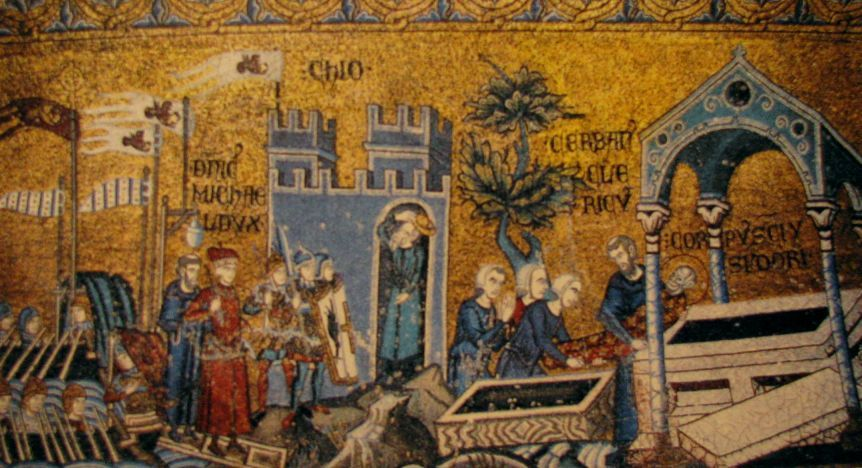
Il doge Michiel arriva a Chio e Cerbano trova il corpo di sant'Isidoro; dettaglio dei mosaici della cappella di Sant'Isidoro nella basilica di San Marco.

Era probabilmente membro di una nobile famiglia di Equilio, alla quale appartennero anche Domenico, patriarca di Grado tra il 1073 e il 1084, e Pietro, citato nel 1090 in un documento del doge Vitale Falier. Le notizie biografiche sino al 1125 si ricavano esclusivamente dalla sua Translatio mirifici martyris Isidori a Chio insula in civitatem Venetam conservata nel codice Marciano latino compilato nel Trecento. Si tratta di una breve cronaca in cui si narra della traslazione del corpo di sant'Isidoro da Chio a Venezia di cui l'autore fu protagonista. L'opera è dedicata al vescovo di Castello Bonifacio Falier.
Cerbano era un chierico di Venezia che risiedeva alla corte di Alesso I Comneno presso il quale ricopriva una posizione di rilievo. Con l'insediamento di Giovanni II i rapporti tra Venezia e l'Impero Bizantino si deteriorarono a causa del rifiuto del sovrano di riconoscere i privilegi commerciali accordati dal predecessore. La posizione di Cerbano, dunque, si fece difficile e preferì allontanarsi con il pretesto di un pellegrinaggio in Terrasanta. Di fronte alla contrarietà di Giovanni il chierico si diede alla fuga ma, bloccato a Nicaria dal catepano di Creta, fu rispedito a Costantinopoli. Condannato al carcere, riuscì nuovamente a fuggire e, sotto falsa identità, salpò da Crisopoli.
Disgraziatamente la nave naufragò nel mezzo dell'Egeo, tuttavia Cerbano riuscì a raggiungere Chio e qui promise solennemente di ritrovare le spoglie del patrono dell'isola, sant'Isidoro, e di traslarle a Venezia. Passò successivamente a Rodi dove si trovava la flotta veneziana al comando del doge Domenico Michiel, di ritorno dalle vittorie di Ascalona e Tiro contro i musulmani. I Veneziani decisero di trascorrere proprio a Chio l'inverno 1124-1125 e durante questo periodo Cerbano ne convinse alcuni a cercare le spoglie del martire: il ritrovamento avvenne il 7 dicembre 1124 nella cripta della chiesa di Sant'Irene assieme ai resti dei martiri Afra, Ilaria, Mirope e del figlio di quest'ultima. Inizialmente si pensava di traslare in laguna tutti e cinque i corpi ma, per non dispiacere agli abitanti dell'isola, ci si limitò al solo sant'Isisdoro. Come si rileva dai mosaici della cappella di Sant'Isidoro, pare che tra il doge e Cerbano fossero sorti degli attriti, in quanto il primo era stato tenuto all'oscuro della vicenda e temeva una ritorsione da parte della popolazione di Chio.
La flotta ripartì dopo la Pasqua successiva e approdò a Venezia a giugno. Non è quindi veritiera la frase con cui l'opera si conclude, la quale afferma che la traslazione delle reliquie avvenne il 16 aprile 1125. Da notare, invece, che in quella data il doge, il senato e il clero visitavano la cappella di Sant'Isidoro per commemorare il fallimento del colpo di mano di Marino Faliero; forse fu scelto questo luogo perché era stato consacrato nello stesso periodo in cui era avvenuta la congiura.
L'opera ha un'importanza fondamentale in quanto fornisce interessanti dettagli circa la spedizione del doge Michiel in Oriente, riportati pedissequamente da Paolino Minorita, Andrea Dandolo e Marin Sanudo.
Nel 1911 il rinvenimento di due manoscritti nell'abbazia di Admont e nel monastero di Rein ha fornito ulteriori dettagli attorno all'attività letteraria del Cerbano. I documenti riportano infatti una traduzione in latino del De caritate ad Elpidium di san Massimo confessore, firmata da un Cerbanus e dedicata all'abate di Santa Maria di Pásztó. A questa segue una traduzione latina di alcuni capitoli del De orthodoxa fide di san Giovanni Damasceno. Le analogie stilistiche, il latino delle dediche, le coincidenze cronologiche e soprattutto il nome dell'autore (difficile che esistessero contemporaneamente due Cerbano tanto esperti del mondo orientale e della lingua greca) fanno attribuire le opere allo stesso autore della Traslatio.
Cerbano è un buon conoscitore della lingua greca, ma non è esente da errori e incomprensioni del testo originale. Di notevole interesse è la traduzione del De orthodoxa che fu utilizzata da Pietro Lombardo per la stesura delle Sententiae; quando si diffuse la versione di Burgundio Pisano, Pietro corresse alcune citazioni ma rimasero alcune tracce della versione di Cerbano. L'area di maggiore diffusione di queste traduzioni fu il mondo germanico meridionale, come dimostrano i manoscritti ritrovati in monasteri austriaci e le citazioni comparse nelle opere di Gerhoh e Arno da Reichersberg.